# Окубо, Сусуму
Сусуму Окубо (яп. 大久保 進 О:кубо Сусуму, 2 марта 1930 — 17 июля 2015) — японский физик-теоретик из Рочестерского университета.

## Биография
Окубо поступил в Токийский университет в 1949 году, и в 1952 году получил степень бакалавра. В 1954 году он поступил в аспирантуру Рочестерского университета, где под руководством Роберта Маршака, и защитил работу на степень PhD в 1958 году. Потом, он был постдоком в 1959/60 учебном году в Неаполитанском университете, и в 1960/61 году в ЦЕРНе. После это он некоторое время должен был находится в Японии, из-за проблем с получением визы в США. В 1962 году Окубо опять вернулся в Рочестерский университет, где стал профессором в 1964 году. В 1996 году вышел на пенсию как emeritus professor.

## Научная деятельность
Окубо работал в области физики элементарных частиц. Он известен как один из авторов Гелл-Манн-Окубо массовой формулы для мезонов и барионов в кварковой модели; эта формула правильно предсказывает отношения масс членов SU(3) мультиплетов по гиперзаряду и изотопическому спину.
В 2005 году Сусумо Окубо получил премию Сакураи от американского физического общества «за передовые исследования в области адронных масс и скоростей распада, имевшие ключевое значение для разработки кварковой модели, и за демонстрацию того, что нарушение CP-инвариантности делает возможной асимметрию парциальных скоростей распада».
В 2006 году получил медаль Вигнера. В 1966 году получил стипендию Гуггенхайма, а в 1969 году стипендию Форда. Член американского физического и математического общества.

## Работы
- Introduction to Octonion and other associative algebras in physics. Cambridge University Press, 2005